# 梅尔潘
梅尔潘（法語：Merpins，法語發音：[mɛʁpɛ̃]）是法国夏朗德省的一个市镇，属于干邑区。

## 地理
梅尔潘（45°40'29"N, 0°21'25"W）面积10.46 平方千米，位于法国新阿基坦大区夏朗德省，该省份为法国西部内陆省份，北起德塞夫勒省和维埃纳省，东临上维埃纳省，东南至多尔多涅省，南至多爾多涅省，西接滨海夏朗德省。
与梅尔潘接壤的市镇（或旧市镇、城区）包括：沙托贝尔纳、科尼亚克、日默、圣洛朗德干邑、夏朗德河畔萨利尼亚克、萨勒当格勒。

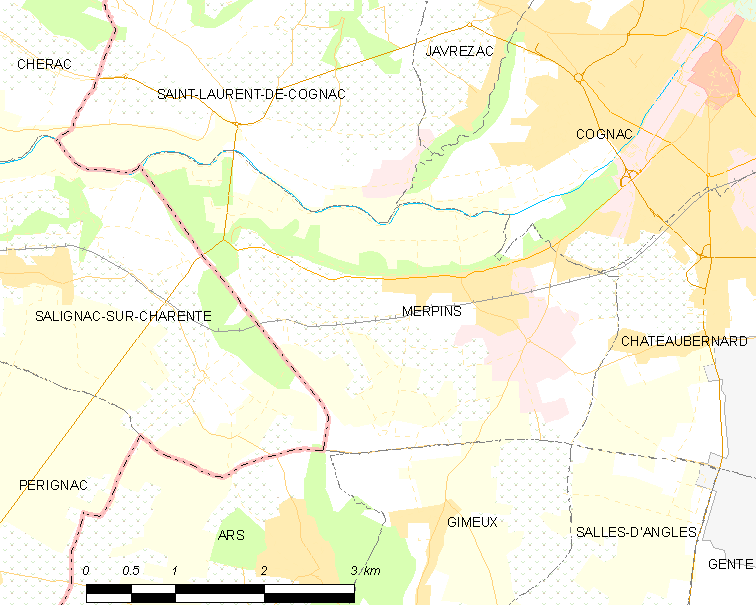
梅尔潘的OSM定位图

梅尔潘的时区为UTC+01:00、UTC+02:00（夏令时）。

## 行政
梅尔潘的邮政编码为16100，INSEE市镇编码为16217。

## 政治
梅尔潘所属的省级选区为干邑第二县。

## 人口

1962-2008年间梅尔潘人口变化图示

梅尔潘于2022年1月1日时的人口数量为1082人。